# Saddle Ridge (Colorado)
Saddle Ridge es un lugar designado por el censo ubicado en el condado de Morgan en el estado estadounidense de Colorado. En el Censo de 2010 tenía una población de 56 habitantes y una densidad poblacional de 124,26 personas por km².

## Geografía
Saddle Ridge se encuentra ubicado en las coordenadas 40°18′47″N 103°48′8″O / 40.31306, -103.80222. Según la Oficina del Censo de los Estados Unidos, Saddle Ridge tiene una superficie total de 0.45 km², de la cual 0.45 km² corresponden a tierra firme y (0%) 0 km² es agua.

## Demografía
Según el censo de 2010, había 56 personas residiendo en Saddle Ridge. La densidad de población era de 124,26 hab./km². De los 56 habitantes, Saddle Ridge estaba compuesto por el 82.14% blancos, el 17.86% eran afroamericanos, el 0% eran amerindios, el 0% eran asiáticos, el 0% eran isleños del Pacífico, el 0% eran de otras razas y el 0% pertenecían a dos o más razas. Del total de la población el 10.71% eran hispanos o latinos de cualquier raza.